# Josef Boháč (sochař)
Josef Boháč (2. srpna 1890 Volyně  – 7. prosince 1978 Volyně) byl český sochař.

## Život
Jeho otec Maxmilián Boháč byl malířským mistrem. Jeho umělecké vlohy byly patrné již od dětství. V letech 1896–1902 navštěvoval ve Volyni obecnou školu. Poté následovalo v letech 1902–1904 studium na zemské řemeslné škole ve Volyni. Následujících pět let se učil u otce malířskému řemeslu a vypomáhal v lomu a vápence. V letech 1909–1911 pokračoval ve studiu na Obecné měšťanské škole ve Strakonicích. V roce 1911 složil úspěšně zkoušku na Uměleckoprůmyslovou školu v Praze. Studoval zde obor ornamentálního modelování u prof. Otakara Španiela. V roce 1917 nastoupil na pražskou malířskou akademii, kde studoval na speciálce prof. Otakara Španiela medailérství. Během studia ještě navštěvoval hodiny sochařů Ludvíka Wurzela, Ladislava Šalouna a Vojtěcha Suchardy. V roce 1920 získal Josef Boháč ročníkovou cenu akademie výtvarných umění a v roce 1922 obdržel tuto cenu podruhé. V roce 1923 zakončil studium absolutoriem a zúčastnil se soutěže na Hlávkovo stipendium sochou „Mimojdoucí“. Tato socha byla neprávem považována porotou za odlitek živého člověka. Po absolvování akademie pracoval s bratrem Maxmiliánem na restaurátorských zakázkách a věnoval se vlastní tvorbě. V létě 1927 pracoval v Bělehradě v sochařské dílně na velkých figurách a figurativních prvcích do architektury. Josef Boháč suverénně ovládal sochařské řemeslo i plastickou anatomii lidského těla. Vytvořil nespočet sochařských podobizen, např. portrét prof. Františka Lexy, bustu dr. Karla Gutha, portréty Jana Kubelíka, herce Pavla Ludikara, skladatele Karla Weise a mnoha dalších. Tvořil i díla figurální, jako např. postavy z "Antického cyklu" (1924–1932), "Pomník pracujícímu lidu" (1930–1931) a "Pomník mrtvých" (1932). V roce 1935 vystavoval svá díla společně se svými bratry na Slovanském ostrově v Praze. Za druhé světové války pracoval s bratrem Maxmiliánem v proboštském velkostatku ve Volyni. V roce 1954 se zúčastnil soutěže na pomník Klementa Gottwalda. V roce 1960 vytvořil pamětní desku básníka Jaroslava Hůlky pro městský úřad ve Volyni. Sochař zemřel v úplném zapomnění 7. prosince 1978 ve Volyni. Pohřben je v rodinném hrobě na hřbitově „Malsička“ ve Volyni.